# Ali Ahmad Nasavi
Ali ibn Ahmad al-Nasavi, perzijski matematik, * 1010, morda Nasa, Kurasan, Iran, † 1075, Bagdad, Irak.